# Observatorio Kwasan
El Observatorio Kwasan es un observatorio japonés de la Universidad de Kioto fundado en 1929. Issei Yamamoto fue el primer director del observatorio.

## Nombre
Hay dos topónimos para Hanayama: Kazan y Kasan.
La montaña donde se encuentra el observatorio se llama Kazanyama (花山, a 221 m sobre el nivel del mar) (también conocida como Huatengyama y Shimizuyama). La zona de Hanayama, que incluye la ciudad de Kitahanayama Omine, donde se encuentra el observatorio, se lee como "Kazan", pero localmente también se lee como "Kwasan" (por ejemplo, Escuela secundaria Ritsu Hanayama (Kwasan) de la ciudad de Kioto).
El nombre en inglés utiliza el uso histórico en kana de "kasan" (Kwasan).

## Observatorio como institución de la Universidad de Kioto
El Observatorio de Hanayama es uno de los observatorios adscritos a la Facultad de Ciencias de la Universidad de Kioto, y su instalación hermana es el Observatorio de Hida, adscrito a la Facultad de Ciencias de la Universidad de Kioto (Kamitakara-mura, Takayama, prefectura de Gifu).
Si el Observatorio Hida se compara con la cima de una montaña, el Observatorio Hanayama es el campamento base. También es una instalación de investigación y educación para estudiantes y postgraduados de la Facultad de Ciencias de la Universidad de Kioto (sucursal del Observatorio en el campus de la Facultad de Ciencias, Sakyo-ku, Kioto).

## Historia

### Inicios
La investigación astronómica en la Universidad de Kioto se remonta a la Escuela Universitaria Imperial de Ciencia y Tecnología de Kioto, creada en 1897. Los investigadores realizaron inicialmente sus observaciones en los terrenos de la universidad (actualmente Yoshida y Kita-Shirakawa, Sakyo-ku). La observación del cometa Finlay (15P/Finlay) por parte de Tetsuo Sasaki se llevó a cabo durante este periodo, y el término Observatorio de Kioto se utilizó como base de observación.
En 1921, el Departamento de Física de la Facultad de Ciencias se dividió para crear el Departamento de Astrofísica. La base del observatorio de la universidad pasó a llamarse "Observatorio de la Universidad" (en inglés: Kyoto University Observatory) después de 1921.
Sin embargo, el entorno de observación se deterioró con la apertura del tranvía cerca de la universidad, y se consideró su reubicación. En 1927, el propietario de los terrenos donó a la universidad los terrenos de Hanayama en Yamashina-cho, Uji-gun (en aquella época), y el observatorio se construyó tras dos años de obras.

### Establecimiento
El Observatorio de Hanayama se creó en octubre de 1929. El primer director del observatorio fue Issei Yamamoto. Yamamoto actuó como puente entre los investigadores y los astrónomos aficionados.
El Observatorio de Hanayama, adscrito a la Universidad Imperial de Kioto, fue, junto con el Observatorio Astronómico de Tokio (actual Observatorio Astronómico Nacional de Japón), adscrito a la Universidad Imperial de Tokio, un centro de investigación astronómica en Japón. La terminología astronómica a menudo difería entre Kioto y Tokio, y Issey Yamamoto utilizaba el término "planeta" en lugar de "planeta" hasta mediados del periodo Showa. Por otro lado, mientras Shigeru Kanda y otros investigadores del Observatorio de Tokio utilizaban "Plutón" para el (entonces) planeta Plutón, descubierto en 1930, Issei Yamamoto se apresuró a aceptar el término "Plutón" propuesto por Hoei Nojiri.
A partir de octubre de 1958, el observatorio se convirtió en un observatorio oficial adscrito a la Facultad de Ciencias, junto con el Observatorio Solar de Komayama de la Universidad de Kioto (creado en 1941, cerrado en 1972).

### Tras la construcción del Observatorio Hida
En 1968 se construyó el Observatorio de Hida y se trasladó el centro principal de observación de última generación. La supervivencia del observatorio se vio amenazada por la concentración en el Observatorio de Okayama, pero con el apoyo de Tadano y otros, ahora funciona como centro de información para las observaciones astronómicas de la Universidad de Kioto, incluyendo proyectos de acceso público, y también participa en la educación permanente mediante la formación práctica de los estudiantes de secundaria de la prefectura de Kioto y la cooperación con organizaciones sin ánimo de lucro.

## Instalación
- Sala de Historia: la primera instalación establecida en el observatorio como Sala del Meridiano. La instalación se creó para corregir con precisión el reloj del observatorio. Tras la sugerencia de que era un edificio importante, actualmente se está renovando y se utiliza como instalación para exponer documentos históricos y datos astronómicos del observatorio.
- Nuevo edificio: inaugurado en 1978. Servicio de investigación y análisis de la arquitectura japonesa. Dispone de una sala de alojamiento, una sala de ordenadores y una sala de monitores.
- Edificio principal: instalación de cúpula de 9 m de diámetro; se inauguró en 1927, cuando un telescopio refractor de 30 cm adquirido por la Facultad de Ciencias de la Universidad de Kioto se trasladó al Observatorio de Hanayama cuando éste se estableció; se sustituyó por un objetivo de 45 cm en 1960 y actualmente funciona como telescopio refractor de 45 cm. Es uno de los pocos rastreadores diurnos accionados por la gravedad que existen en Japón y todavía está en funcionamiento.
- Anexo: instalación de cúpula de 3 m de diámetro. Esta instalación alberga el telescopio refractor más antiguo adquirido por la Universidad de Kioto en 1910 para las observaciones del cometa Halley en el momento de la creación del Observatorio de Hanayama. El telescopio refractor de 18 cm de apertura, que también realizó observaciones durante el retorno del cometa Halley en 1986, es uno de los telescopios activos más antiguos de Japón, que ha sido objeto de diversas mejoras y sigue utilizándose para la formación y los trabajos prácticos.
- Edificio solar: una instalación creada en 1961 para observar exclusivamente el Sol, utilizando un espejo de 70 cm de apertura para seguir el Sol, con todo el edificio actuando como dispositivo de observación. Actualmente se utiliza para las observaciones prácticas de los estudiantes de la Facultad de Ciencias y de los estudiantes de postgrado.

## Ubicación
- Kitahanayama Omine-cho, Yamashina-ku, Kioto
  - Transporte: 5 minutos en taxi desde la estación Keage de la línea Tozai del metro municipal de Kioto. O bien, 45 minutos a pie.
  - Transporte: 20 minutos en taxi desde la estación de Kioto.